# یوشی‌یچی واتاناب
یوشی‌یچی واتاناب (به انگلیسی: Yoshiichi Watanabe) بازیکن فوتبال اهل ژاپن و عضو تیم ملی فوتبال ژاپن است که در تاریخ ۱۶ ژوئن ۱۹۷۹ میلادی اولین بازی ملی‌اش را انجام داد. او در ۶ بازی ملی حضور داشت و آخرین بازی ملی خود را در تاریخ ۱۳ ژوئیه ۱۹۷۹ میلادی انجام داد. یوشی‌یچی واتاناب در بازی‌های ملی‌اش
۱ گل به ثمر رساند.